# ابن معاذ جیانی
ابو عبدالله محمد ابن معاذ الجیانی که به لاتین Abenmoat, Abumadh, Abhomadh, یا Abumaad وIbn Muʿādh نامیده می‌شود، ریاضی‌دان، عالم اسلامی و قاضی اهل اندلس بود. وی مشارکت‌های مهمی در زمینهٔ اصول اقلیدس انجام داد و نخستین رساله را در بارهٔ مثلثات کروی نوشت.

## یادداشت
1. ↑  Calvo 2007.